# Kreuz Braunschweig-Nord
Het Kreuz Braunschweig-Nord is een knooppunt in de Duitse deelstaat Nedersaksen. Op dit klaverbladknooppunt met rangeerbanen aan de noordkant van de stad Braunschweig kruist de A391 (Braunschweiger Westtangent) de A2 (Kreuz Oberhausen-Dreieck Werder).

## Geografie
Het knooppunt ligt aan de noordkant van de stad Braunschweig. De stadsdelen grenzen direct aan het knooppunt. Nabijgelegen stadsdelen zijn Wenden, Bienrode, Kralenriede en Veltenhof. Beide snelwegen kruisen het riviertje de Schunter.

## Geschiedenis
Het knooppunt werd in 1987 samen met de A 2 gebouwd.

## Rijstroken
Nabij het knooppunt hebben beide snelwegen 2x2 rijstroken.
Alle verbindingswegen hebben één rijstrook.

## Verkeersintensiteiten
In 2010 werd het knooppunt dagelijks door ongeveer 170.000 voertuigen gebruikt.
| Van                            | Naar                                | Gemiddeld aantal voertuigen per dag |
| ------------------------------ | ----------------------------------- | ----------------------------------- |
| AS Braunschweig-Hafen (A 2)    | AK Braunschweig-Nord                | 82.500                              |
| AK Braunschweig-Nord           | AK Braunschweig-Flughafen (A 2)     | 81.700                              |
| AS Braunschweig-Wenden (A 391) | AK Braunschweig-Nord                | 26.900                              |
| AK Braunschweig-Nord           | AS Braunschweig-Hansestraße (A 391) | 56.200                              |

## Richtingen knooppunt
| Aansluitende wegen                   | Aansluitende wegen                                   | Aansluitende wegen                              | Aansluitende wegen | Aansluitende wegen |
| ------------------------------------ | ---------------------------------------------------- | ----------------------------------------------- | ------------------ | ------------------ |
|                                      |                                                      | richting Braunschweig-Wenden Gifhorn / Lüneburg |                    |                    |
|                                      |                                                      |                                                 |                    |                    |
| richting Braunschweig-Hafen Hannover | richting Luchthaven Braunschweig Wolfsburg / Berlijn |                                                 |                    |                    |
|                                      |                                                      |                                                 |                    |                    |
|                                      |                                                      | richting Braunschweig Salzgitter / Kassel       |                    |                    |

## Weblinks
- Autobahnkreuz Braunschweig-Nord[dode link] – Autobahnkreuze & Autobahndreiecke in Deutschland